# Маршъл Олман
Маршъл Олман (на английски: Marshall Allman) е американски актьор.
Олман става известен в киното с ролята си на Ел Джей Бъроуз в американския сериал „Бягство от затвора“. Също така се появява в като гост в: Boston Public, Without a Trace, Phil of the Future, Малкълм, The Practice, Little Black Book, Dishdogz, Shallow Ground и Hostage.
От 17 юни 2006 година той е женен за американската актриса Джейми Ан Браун.

## Частична филмография
- 2005 – 2009: Бягство от затвора (телевизионен сериал)
- 2005: Заложници (трилър с участието на Брус Уилис)
- 2008: The Closer
- 2008: Winged Creatures
- гост в Анатомията на Грей
- гост в Шепот от отвъдното